# Glen Canyon
A Glen Canyon a Colorado folyó olyan szakasza a Grand Canyon felett, ahol a folyó 200-250 méter mély, de igen keskeny kanyont vájt ki a navaho homokkőből.

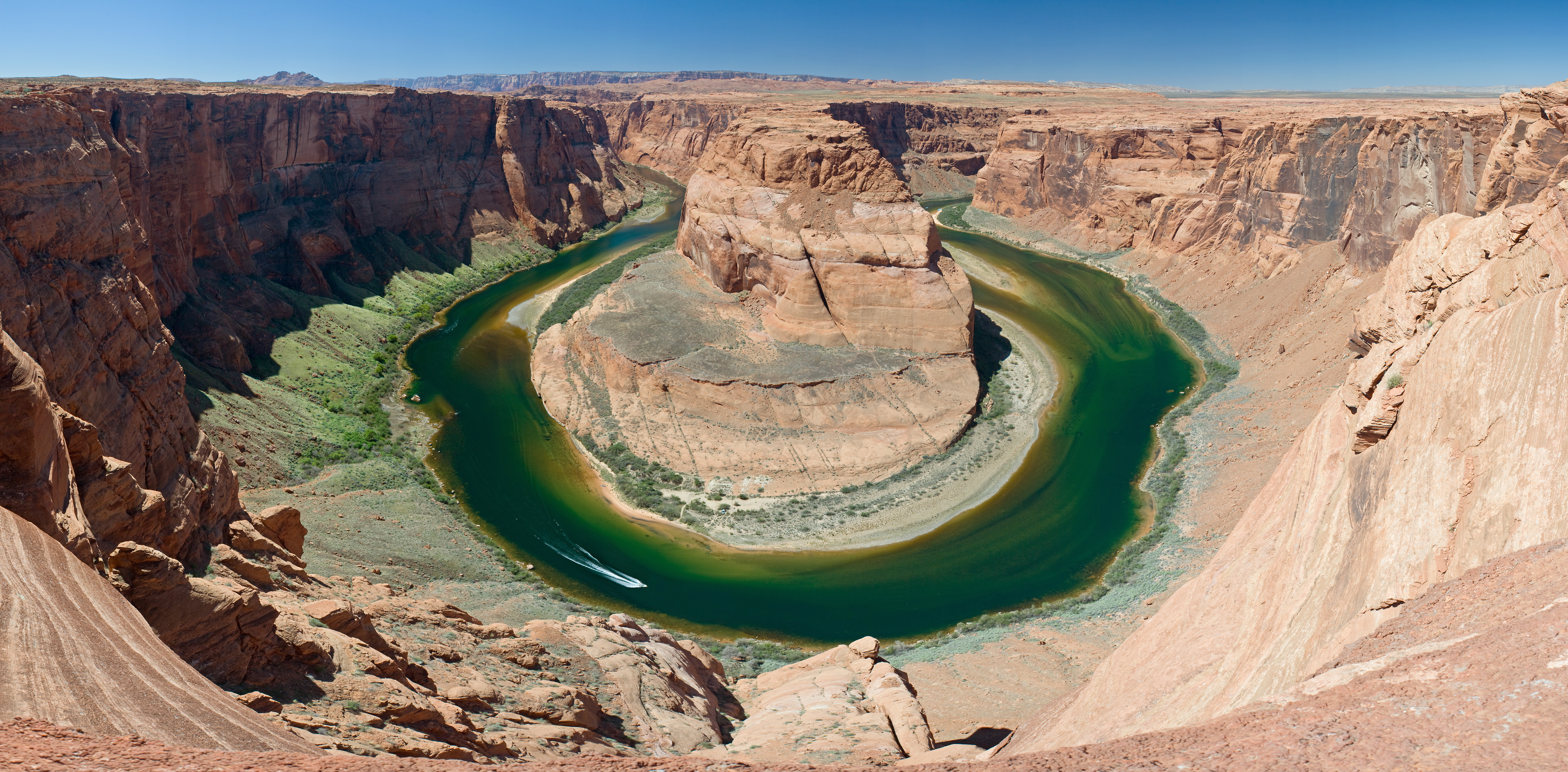
A Horseshoe Bend a Glen Canyonon.

A Glen Canyon jelentős részét a Glen Canyon gát építése után ellepte a felduzzadó Powell-tó. A kanyon ma is fennmaradó részei a gáttól és a gát kapcsán kialakult Page városkától délnyugatra, a folyásirányon lefelé találhatók és a szűk szakaszai csak mintegy 15 mérföldet tesznek ki.
Csakúgy mint a Grand Canyon, a Glen Canyon is számos dinoszauruszleletet és indián emléket tartalmaz.
Legismertebb, az autóúttól rövid túrával is elérhető része a Horseshoe Bend (Lópatkó kanyar).

## Turizmus
Bár a térségbe látogató turizmus legnagyobb részét a Powell-tó felfedezése, és a tó nyújtotta számos vízi program köti le, a gát lábától induló kajak- és rafting túrák is népszerűek a kalandvágyó turisták körében.